# Plachetnatka keřová
Plachetnatka keřová (Linyphia triangularis) je pavouk patřící do čeledi plachetnatkovití (Linyphiidae). Dosahuje velikosti 5–7 mm. Vrchní část hlavohrudi je žlutohnědá a uprostřed nese úzký, směrem dopředu vidličnatě rozdvojeně tmavý proužek. Svrchní strana zadečku je šedá, jeho strany nesou podélný zubatý proužek. Spodní strana celého těla je hnědá až černá. Samec má nápadně dlouhé a roztažené chelicery. Jedná se o jednoho z nejhojnějších pavouků střední Evropy, vyskytuje se běžně v lesích, okrajích cest a na zahradách.

## Způsob života
Plachetnatka keřová si buduje vodorovnou pavučinu doplněnou množstvím závěsných vláken, která je typická pro čeleď plachetnatkovití. Pavouk v ní číhá na kořist zavěšen za končetiny na její spodní straně.

## Rozmnožování
Samci se zdržují delší dobu v síti samice, kde spolu mezi sebou bojují s pomocí velkých chelicer, přičemž souboj může trvat až několik hodin. Při samotném páření visí samec zavěšen v síti nad samicí a zavádí ji střídavě oba bulbusy svých makadel do pohlavního otvoru.